# 井久保
井久保（いくぼ）は、芋焼酎の銘柄のひとつ。宮崎県日南市の酒造メーカー大手門酒造で作られ、井久保酒店のプライベートブランドとして発売されている。大手門酒造は1895年（明治28年）創業と歴史が古く、2008年（平成20年）熊本国税局酒類鑑評会において、当蔵の「不阿羅王（ファラオ）」が優等賞を受賞している。

## 井久保の特徴
- 完全無農薬のサツマイモ
  - 鹿児島県種子島で栽培されている高級芋100％使用。
- 米麹
  - 宮崎県産のコシヒカリの米麹を100％使用。
- 製法
  - 特許出願中の三段仕込製法で、芋焼酎の強いクセを押さえて、素材の甘味を十分に引き出している。

### 評価
- 原材料に厳選された国産米と甘藷を使用し、製法にも、とことん、こだわって、試行錯誤を重ねながら、手間隙をかけて造り出された。口に含んだときに甘く柔らかな芋の香りがひろがり、適度なピリピリ感と、まろやかさのバランスが、ほどよく、とれている。コクがあって、喉ごしもいい。初心者から通まで楽しめそう（ソフトバンク出版の芋焼酎を極める、宮崎・鹿児島発、本場の通たちがうなる知られざる銘酒100による評価）。